# Paul de Man
Paul de Man (Antwerpen, 1919. december 6. – New Haven, 1983. december 21.) belga származású amerikai irodalomtörténész, aki az amerikai dekonstrukció fő képviselője volt. Legfontosabb irodalomelméleti témája a nyelv létmódja, fő kutatási területe pedig a romantika irodalma, mindenekelőtt Rousseau, Wordsworth, Percy Bysshe Shelley életműve. A filozófiatörténetből erősen foglalkoztatta Nietzsche, Heidegger, Hegel és Kant munkássága, utolsó, befejezetlenül maradt és posztumusz megjelent tanulmánykötete, az Aesthetic Ideology (Esztétikai ideológia) (1996) már nem is irodalmi, hanem filozófiai szövegekkel foglalkozik, elsősorban Kant és Hegel műveivel.

## Gondolkodásmódjának általános jellemzői
- Értelmezéseit az ún "retorikai olvasás" jellemzi. Ez azt jelenti, hogy az elemzett műveknek nem annyira a tartalmi vagy poétikai jellemzői foglalkoztatják, hanem azok retorikai felépítése. De Man művei ezért sokak számára monotonnak tűnnek, mivel minden szövegelemzését a retorikai kategóriák tárgyalására redukálja.
- De Man gondolkodásának egyik fő jellemzője értelmezői szerint a dialektika-ellenesség. A dialektika, mely legmeghatározóbb formájában Hegel munkásságában jelenik meg a filozófiában, az ellentéteknek egy nagyobb egységben való feloldását, "megszüntetve-megőrzését", vagyis a szemben álló pólusok közti feszültségnek egy magasabb szintű nyugalomban, harmóniában való feloldását jelenti. De Man azonban általában a (főleg nyelvi) feszültségeket feloldhatatlannak gondolja el, pl. a konstatív és performatív nyelv közti szétválást, amint arról később lesz szó.
- Nehézséget jelent továbbá műveinek értelmezésében az, hogy szövegeinek kulcsfogalmai általában nem teljesen egyértelműek, jelentésük és viszonyrendszerük tanulmányról tanulmányra változhat. Kulcsár-Szabó Zoltán szerint de Man "pszeudodefiníciókat" ad, amik nem annyira meghatároznak és minden kontextusban értelmezhetővé tesznek terminusokat, inkább mintázatokként képzelhetők el.[8]
- Szintén sajátossága de Man alkotásainak, hogy sok esetben kiüresíti azokat a fogalmakat, amelyeket használ. Kulcsár-Szabó Zoltán szerint „ezek a minták szerkezetükben önfelszámoló jellegűek vagy legalábbis ellentmondásosak s a definíció esetenként az adott fogalom kiüresítéséhez, mintsem meghatározásához vezet.”[9] Erre példaként egy idézet de Man modernség-tanulmányából: „Hamarosan paradox megfogalmazásokra kényszerülünk: például amikor egy irodalmi korszak modernitását úgy határozzuk meg, mint azt a módot, ahogyan egy korszak ráébred annak lehetetlenségére, hogy modern legyen”[10]

## A dekonstrukcióról általában
A dekonstrukció elgondolásának lényege, hogy tagadja a jelenlétet. A jelenlét fogalma az önazonosságra utal, arra a hitre, hogy a dolgoknak van valamilyen önazonos (szakszóval identikus) lényegük, értelmük. Így pl. a testből és lélekből álló embernek a külsődleges, hordozó anyagként elgondolt testtel szemben a lényege az önazonos, halhatatlan lélek; az irodalmi műben a nyelv mint hordozó anyag kifejez valamilyen lényegszerű gondolatot, ami viszont már nem nyelvi; a világ lényege Isten, aki megnyilvánul ebben a teremtett világban stb. Jacques Derrida, Paul de Man barátja, a dekonstrukció francia ágának képviselője úgy vélekedik, hogy a nyugati gondolkodás kétezer évét a jelenlét elve határozta meg. Ezt a fajta gondolkodást Derrida logocentrizmusnak nevezte el. (A logosz az értelemre utal.) A dekonstrukció arra törekszik, hogy lebontsa ezt a gondolkodásmódot.

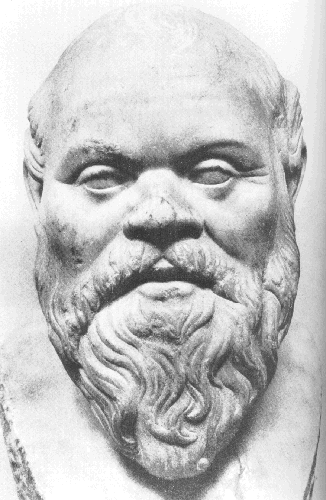
Szókratész, a logocentrikus gondolkodás őse

A dekonstrukció kulcsfogalma még a hierarchikus jellegű logocentrikus oppozíció (ellentét). Derrida szerint a nyugati gondolkodás a létet mindig ilyen oppozíciók formájában gondolja el. A kettősségek egyik tagja mindig elsődleges, lényeges a másikhoz, a külsődlegeshez képest. Ilyen oppozíciók a fentebb már említett lélek-test, gondolat-kifejezés, Isten-világ. Derrida dekonstruktív filozófiájában arra törekszik, hogy felborítsa, újragondolja, vagyis dekonstruálja ezen ellentétpárok hierarchiáját, és megmutassa, hogy valójában az oppozíciók másodlagosnak vélt tagja határozza meg a lényegszerűt. Szókratész pl., aki csak élőszóban filozofált, elítélte az írást, mint külsődlegest a beszédhez képest. Amit mondunk, abban jelen van a gondolatunk, az írás már viszont csak a beszéd képe, másodlagos, külsődleges a beszédhez képest. Az írás leválik rólunk, sodródik az időben. A beszéd és az írás viszonya tehát a logocentikus oppozíció struktúrájában képzelhető el. Amikor viszont megkérdezik Szókratészt, hogy milyen az igazi tudás, azt válaszolja, hogy "olyan, ami bevésődik a lélekbe." Kiderül tehát, hogy az oppozíció tagjainak hierarchikus viszonya éppen az ellenkezője annak, aminek látszólag mutatkozik: az igazi tudás nem más, mint egy belső írás, ami külsődlegessé lesz, amikor kimondjuk, vagyis a beszédben.

## Hatások

### Heideggerhatása

#### A nyelv elsődlegessége
A logosz, a jelenlét megkérdőjelezésének egyik eszköze lehet a nyelvről való újfajta gondolkodás. Martin Heidegger, a filozófiai hermeneutika vezéregyénisége szerint a nyelv nem pusztán eszköz gondolataink elmondására, hanem maga a gondolkodás. Nem mi használjuk a nyelvet, hanem a nyelv teszi lehetővé számunkra, hogy önmagunkat elgondoljuk. Heidegger hatása meghatározó de Man és Derrida gondolkodásában is. Egyrészt tehát amiatt, hogy a nyelvnek elsődleges szerepet tulajdonított a gondolattal és a szubjektummal szemben.

#### Az értelmezés
Másrészt pedig amiatt, mert úgy gondolta, hogy az ember alapvető létmódja a megértés, az értelmezés. Az embert a létkérdés irányítja, a kérdés, hogy mi az értelme a létnek. A lét ilyen módon értelmezésre van utalva. A nyelv viszont már eleve érti a világot, azzal hogy megnevezi a dolgokat. Ezt az előzetes létmegértést teszi explicitté (nyilvánvalóvá) az értelmezés. Mivel az értelmezés ilyen módon önmagába tér vissza, szerkezetileg körkörös jellegű. Ezt a struktúrát nevezzük hermeneutikai körnek. A létet, a jelentést nem tudjuk, hanem egy értelmezési aktus révén elsajátítjuk, de az értelmezési folyamat lezárhatatlan. A jelentés (a lét értelme) tehát nem önmagában adott, nem immanens. A dekonstrukció ezt a gondolatot radikalizálja azzal, hogy szerinte az értelmezés (vagyis más szóval olvasás, ami a dekonstrukció fogalmi rendszerében mindenféle értelmezési aktus összefoglaló metaforája) mindig szükségképpen félreértelmezés. Nincs igazi, önazonos jelentés, csak különböző jelentések léteznek. Minden szöveg heterogén, vagyis minden szöveg különböző, egymást kölcsönösen kizáró jelentésekből áll.

### Nietzsche

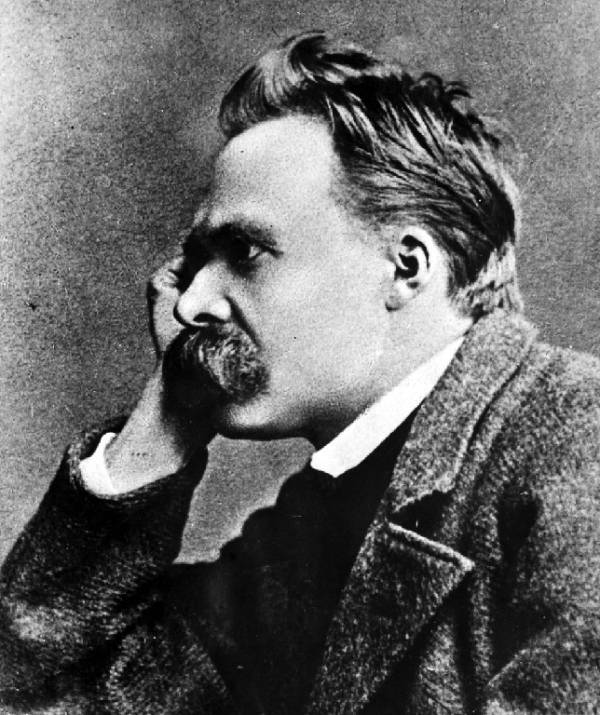
Nietzsche

A dekonstrukció számára fontos inspirációt jelent Nietzsche munkássága. A német filozófus volt az, aki egy írásában felvetette annak a lehetőségét, hogy a nyelv alapvetően metaforikus, a szavaink, amikkel az igazságot véljük kimondani, nem mások, mint halott metaforák, amiknek a metaforikusságáról megfeledkeztünk, és igazságnak véljük azok jelentését. Másfelől fontos még Nietzsche elgondolása a "hatalomra törő akaratról." Ezt nem az egyes ember politikai akarataként kell elképzelni, ahogy sokan tévesen gondolják: a hatalom itt az interpretáció tevékenysége. A világot nem ismerjük, illetve a jelenségeknek, dolgoknak önmagukban véve nincs jelentésük. A jelentést mindig egy interpretációs tevékenység adja meg, ami ilyen módon uralmába keríti a világot. A dolgok nem azért jönnek létre, hogy azt a célt szolgálják, amit később tulajdonítanak nekik, a célt később egy interpretációs aktus rendeli hozzájuk. Ilyen interpretációs ágens pl. a keresztény vallás, amely átértelmezi a jó és a rossz eredeti fogalmát, és ezzel megfosztja az erőseket az erejüktől (mivel bűnnek nyilvánítja az erőszakot, ami önmagában nem az). A dolgok jelentése tehát nem önmagában adott, hanem a világot uraló interpretáció hozza azt létre. A hatalomra törő akarat azzal sajátítja ki a világot, hogy létrehozza a saját értelmezését.

## A nyelvről

### A nyelv figurativitása
A nyelv de Man és Derrida továbbgondolásában alapvetően retorikai természetű, azaz nem a referencialitás (a nyelv valóságvonatkozása) jellemző rá, illetve nem valamilyen jelentés, jelenlét, lényeg kifejezésének eszköze, hanem a metaforikusság határozza meg. De Man és Derrida Roman Jakobson kategóriáiból indul ki, aki a nyelv különböző funkcióiról beszél. Ilyen pl. a referenciális (a valóságra vonatkozó, a valóság elemeire utaló) funkció, az emotatív (érzelemkifejező), a konatív (felhívó) funkció. A poétikai funkció Jakobsonnál az irodalmi művek jellemzője, ahol a nyelvi jel önmagára irányul, pl. egy metafora esetében, ami önmaga szépségére vagy különösségére hívja fel a figyelmet. De Man és Derrida viszont a poétikai funkciónak, a metaforikusságnak, vagyis a nyelv figurativitásának tulajdonít elsődleges szerepet. A nyelv nem a valóságot fejezi ki, nem a referencialitás határozza meg a nyelvet. Ha pl. hajnalban azt mondom, hogy "felkel a nap," akkor nem mondok igazat, a megnyilvánulásom és a kifejezni kívánt valóság között egy hasadás van, hiszen nem a nap kel fel, hanem a föld fordul a nap körül. Hasonlóképpen, amikor (Jorge Luis Borges példájával éve), azt mondom, hogy a szél fúj, félrevezető állítást teszek, hiszen valójában egy légáramlatot érzek, amit nem fúj senki. A nyelv tehát alapvetően figuratív, vagy más szóval tropologikus médium.
Maga a fogalomalkotás is metaforikus. Ennek illusztrációja lehet Borges egyik novellája, a Funes, az emlékező. A történet címszereplője itt egy olyan agyi sérülést szenved, hogy attól kezdve mindenre pontosan emlékezik, nem felejt el egyáltalán semmit. Azt várnánk, hogy okosabbá válik az emlékezés képességének abszolút birtoklásával, csakhogy ennek éppen az ellenkezője történik: mivel minden konkrétumot pontosan fel tud idézni, elveszíti az absztrakció lehetőségét, ami viszont a gondolkodás alapfeltétele. pl. mivel minden fára pontosan emlékszik, nem érti meg a "fa" fogalmát. Nietzsche vetette fel azt a gondolatot, hogy a fogalomalkotás felejtésen alapul: ahhoz hogy egy adott dolog fogalmát megalkossuk, el kell felejtkezni a valóságos dolgokról. A "fa" fogalmának létrejöttéhez el kell felejteni, hogy a valóságos fák mind különbözőek. A különbséget azonossággal helyettesítjük, az azonosítás viszont nem más, mint a metafora struktúrája. Ezen az alapgondolaton túl azonban, ebből kiindulva de Man a nyelv számos más aspektusával is foglalkozik.

### Szimbólum és allegória
Ezt a témát de Man leghíresebb tanulmányában, A temporalitás retorikája c. szövegben az allegória és a szimbólum kettősségének tárgyalásán keresztül dolgozza ki. A romantika korában a szimbólum felértékelődött az allegóriával szemben. A szimbólum olyan jelölő, amely azonos saját jelöltjével, ily módon immanens, önazonos jel. Ady Endre Jó Csönd-herceg előtt c. versének hercege pl. nem fejez ki önmagán kívüli jelentést. Nem tudjuk, ki ez a herceg, nem rendelhetünk hozzá allegorikus jelölteket (pl. a herceg a közönség, a háború stb.) Ilyen módon a herceg jelentése önmaga léte. (A szimbólumnak egyébként más meghatározásai is vannak, pl. olyan jelölő, ami egy érzékelhető dolog révén egy érzékfeletti totalitásra utal, mint pl. a kereszt a transzcendens jelenlétre. Szintén létezik olyan megfogalmazás, mely szerint a szimbólum olyan jel, ami távol tartja jelöltjét.) Az allegória ezzel szemben olyan jelölő, ami nem azonos a jelöltjével, hanem külsőleg kapcsolódik hozzá, a jelölő és jelölt kapcsolata tehát esetleges. Dante műve pl., az Isteni színjáték, jellemzően allegorikus motívumokat tartalmaz, ilyen többek között a szöveg elején a három vadállat, amelyet a császársággal, pápasággal stb. lehet azonosítani. Ilyen lehet a hegy és az erdő is, amelyeknek az erény, illetve a bűn a jelentésük. Az allegóriánál tehát a jelölő és a jelölt kapcsolata külsődleges, esetleges, míg a szimbólumnál organikus. A szimbólumot az önazonosság, az allegóriát pedig a különbség határozza meg. Mivel az allegóriánál a jel és a jelölt kapcsolata időben változhat (egy jelölőhöz, éppen az esetleges, nem lényegszerű kapcsolat miatt később más jelölteket társíthatunk), létmódját a temporalitás, azaz az időbeliség jellemzi. Az időbeliség a posztstrukturalista irodalomtudományos irányzatok számára az elkülönböződéssel kapcsolódik, az önazonosság elvesztését jelenti. A kérdés az, hogy melyik jel modellezi magát a nyelvet, szimbolikus vagy allegorikus-e a nyelv. De Man az allegória mellett érvel.

### Metafora és metonímia
De Man gondolkodásmódjának sajátossága, hogy a retorikai kategóriákat gyakran lételméleti aspektusokkal ruházza fel. A metafora időnként úgy jelenik meg, hogy struktúráját az önazonosság, lényegszerűség jellemzi, hiszen a metafora egy hasonlóság alapján azonosít. A metonímia viszont a puszta érintkezésen alapul, ezért ezt de Man a kontingenciával, vagyis az esetlegességgel azonosítja. Ha pl. azt súgom a szerelmem fülébe, hogy "illatos rózsa vagy", akkor ott a hasonlóság lényegi, ha viszont kávét rendelek a pincértől, és ő azt továbbítja a kollégájának, azzal, hogy "hatos kávét kér", vagyis egy metonímiát használ, akkor a névátvitel egy esetleges kapcsolatot takar, hiszen az asztalom (a hatos) és köztem az összefüggés nem fejez ki lényeges viszonyt: a névátvitel a puszta térbeli összefüggésre alapul, arra, hogy ahhoz az asztalhoz ültem le, ahol éppen üres hely volt. De Mannál tehát a metafora szubverzív potenciállal (magyarul felforgató erővel) rendelkezik a metaforához képest, a metonímia viszont őhozzá képest bizonyul felforgatónak. A metafora tehát hasonló pozíciót tölt be a metonímiával való viszonyban, mint a szimbólum az allegóriával szemben. Egyes tanulmányaiban de Man ezért azt igyekszik kimutatni, hogy a metonímia elsődleges a metaforához képest (pl. Az olvasás allegóriái Proust-fejezetében).

### Performatív és konstatív nyelv
De Mannak fontos témája még a nyelv (Austin által elkülönített és meghatározott) performatív és a konstatív aspektusa közötti összefüggés tárgyalása, vagyis a nyelv cselekvő és kifejező funkciója közötti különbség. Ezt a témát de Man legrészletesebben és legátfogóbban az Allegories of Reading (1979), magyarul Az olvasás allegóriái c. kötetének utolsó fejezetében fejti ki egy Rousseau-szövegrészlet elemzése során. A konstatív (ezt de Man itt a tropologikus nyelvvel is azonosítja) és a performatív nyelv összeegyeztethetetlen, ez az alapvető hasadás meghatározza nyelvet. A performativitás ugyanakkor de Mannál nem jelent olyan cselekvést, ami egy szubjektum akaratát fejezi ki, nála a performativitás sokkal inkább a nyelv vak, motiválatlan létesítő erejével azonosul.

### A defiguráció
A defiguráció de Man egyik legnehezebben értelmezhető fogalma, és nagyon valószínű, hogy nem is ugyanazt jelenti minden előfordulásakor. A defiguráció egyik lehetséges jelentése mindenesetre arra utal, hogy "a figura figurátlanít", "szó szerintivé teszi saját referensét," vagyis a nyelvben a megnevezés és a fogalomalkotás mindig metaforikus (a nyelv nem a valóságot fejezi ki, a kettő között áthidalhatatlan szakadék húzódik), de használat közben erről megfeledkezünk, és a nyelv által létrehozott illúziót valóságnak tekintjük.
Ezen túlmenően a "defiguráció," a "defiguráló figurák" kategóriájába tartoznak de Mannál a nyelv azon működésmódjai, amelyek nem a jelentés létrehozásával függnek össze (ahogy a metafora). Ilyen "figurák" az irónia, illetve a nyelv performativitása (ami, mint láttuk, nem abban érdekelt, hogy jelentés hozzon létre vagy utaljon valamire).

### Materialitás és fenomenalitás
Ez a fogalompár de Man kései műveiben kerül kidolgozásra. A fenomenalitás a nyelv képessége arra, hogy felidézzen, megjelenítsen, a tudat számára hozzáférhetővé tegyen képzeteket. A materialitás a nyelv anyagszerűsége, pl. az írott betűk a papíron, vagy a vésetek a kövön. A Hypogramma és inskripció c. tanulmányban de Man a fenomenalitást Riffater elemzésével vitatkozva egy Hugo-vers elemzésében a prosopopeia, ar arcadás alakzatával azonosítja, a materialitást pedig az ablaküvegen megjelenő szöveggel, ami tulajdonképpen nem más, mint a vers szövegének önmegjelenítése a költeményben.

## Időbeliség, narratíva, történelem
Az idő de Mannál központi fogalom, de az idő (temporalitás) nem organikus, nem genetikus, nem lineáris struktúrájú, nem jelenti az eseményeknek egy kronologikus tengelyen elhelyezett sorából kialakuló integritását. Az idő sokkal inkább a hasadás, az önmagától való elidegenedés metaforája, a létező képtelensége arra, hogy egybeessen saját jelenével. Ahogy Az olvasás allegóriáinak egy helyén fogalmaz: "Író lévén Proust az, aki tudja, hogy az igazság órája, miként a halálé, soha nem érkezik időben, mivel az, amit időnek nevezünk, nem más, mint az igazság képtelensége arra, hogy egybeessen önmagával". Az időbeliséget feltételező narratíva de Man elgondolásában pedig nem más, mint a trópus szinkron struktúrájának diakronikus kivetülése.
Hasonlóképpen a történelem fogalmának (amit Paul de Man egyébként sohasem fejt ki tételes formában) sincs köze a lineáris időbeliséghez. De Man szerint a történelmi események időbeli kiterjedés nélküli, performatív instanciák, amik az érzékelés számára hozzáférhetetlenek, mert megvonják magukat mindenféle reprezentációtól. Az esemény jellemzője az, hogy megszakítja a kontinuitást, az esemény felforgató jellegű. Otthagyja viszont materiális nyomát a világban, amit később egy interpretációs aktus feldolgoz, és időbeliséget kölcsönöz neki. Ez elég különös elképzelés, de a struktúra ott munkál de Man számos művében, pl. az irodalmi modernségről alkotott elképzelésében. Ahogy de Man a modernségről ír: „Néha csak a divat (irányzat) marad meg a modernitásból, miután az ösztönzés elmúlt, mihelyst – és ez szinte azonnal bekövetkezhet – a modernitás megszűnt az idő egy fölizzó pillanata lenni, és megismételhető klisévé vált, ennyi marad az újdonságból, miután elveszett a vágya, amely létrehozta. A divat olyan, mint a hamu, amely a különlegesen formált tűz után marad, az egyetlen nyom, ami rámutat arra, hogy egyáltalán volt tűz.” De Man ennek a mintájára képzeli el többek között pl. Kant és Schiller viszonyát is. Kant életműve az esemény, aminek a későbbi recepcióban, interpretációban a visszahúzódása, hanyatlása, regressziója következik be. De Man ezt a fenséges értelmezésén keresztül mutatja be. Kant fogalompárját, a matematikai és dinamikai fenségest Schiller az elméleti és gyakorlati fenséges fogalompárjával helyettesíti. A gyakorlati vonatkozás viszont Kantnál, éppen mivel transzcendentális filozófiát művel, vagyis nem a tapasztalattal, hanem a tapasztalat szubjektív lehetőségfeltételeivel foglalkozik, teljességgel hiányzik. Kantnál a dinamikai fenséges a természeti tárgy és annak tudati megjelenítése, vagyis az ész és az érzékek közötti összefüggéssel kapcsolatos, tehát elméleti síkon, a szubjektum struktúrájára vonatkoztatva fontos téma, Schillernél viszont a fenséges természeti tárgy (egy vihar, egy feneketlen szakadék) közvetlenül az ember egzisztenciáját veszélyezteti. Kantnál nem az empirikus (tapasztalati) valóság az érdekes, Schillernél viszont igen, Schiller naiv és banális módon pszichologizál.

## Magyarul
- Az olvasás allegóriái. Figurális nyelv Rousseau, Nietzsche, Rilke és Proust műveiben; ford. Fogarasi György; Ictus–JATE, Szeged, 1999 (deKON-KÖNYVek)
- Esztétikai ideológia; ford. Katona Gábor, utószó Bókay Antal; Janus–Osiris, Pécs–Bp., 2000 (Orbis universitatis. Irodalomtudomány)
- Olvasás és történelem. Válogatott írások; vál. Szegedy-Maszák Mihály, ford. Nemes Péter; Osiris, Bp., 2002 (Osiris könyvtár. Irodalomelmélet)
- Az olvasás allegóriái. Figurális nyelv Rousseau, Nietzsche, Rilke és Proust műveiben; ford. Fogarasi György; 2. jav. kiad.; Magvető, Bp., 2006